# Уорлд-мьюзик
Уорлд-мьюзик (от англ. world music — дословно «мировая музыка») — английское выражение для стилей музыки из неанглоязычных стран, включая квазитрадиционную, межкультурную и традиционную музыку. Широкая природа и эластичность уорлд-мьюзик как музыкальной категории создают препятствия для универсального определения, но её этический интерес к экзотической культуре отражен в описании жанра журналом Roots, как «местной музыки из других стран»
Музыке, которая не следует «североамериканским или британским поп- и фолк-традициям», музыкальная индустрия в Европе и Северной Америке присвоила термин уорлд-мьюзик. Был популярен в 1980-х годах как маркетинговая категория для не-западной традиционной музыки. Разросся, включив в себя такие поджанры, как этник-фьюжн (Эния, Clannad, Габриелла Рот, Transglobal Underground) и уорлдбит (Värttinä, Gipsy Kings, Ojos de Brujo, Amadou & Mariam, Tinariwen, Оливер Мтукудзи)
В XXI веке несколько учреждений заменили термин уорлд-мьюзик на глобал-мьюзик (от англ. Global music — дословно «глобальная музыка»). Так, например, в 2020 году Академия звукозаписи в США объявила об изменении названия категории «Best World Music Album» на «Best Global Music Album». Однако термин уорлд-мьюзик не вышел из употребления и по прежнему применяется, вместе со своими многочисленными синонимами, как, например International music (международная музыка), Regional Music (региональная музыка), Indigenous music (музыка коренных народов), ethnic music (этническая музыка), traditional music (традиционная музыка) или folk music (народная музыка).

## Лексикология
Термин уорлд-мьюзик был введен в обиход этномузыкологом Робертом Э. Брауном в начале 1960-х годов в Уэслианском университете в Коннектикуте, где он разработал программы бакалавриата и докторантуры по этой дисциплине. Чтобы улучшить процесс обучения, он пригласил более десятка исполнителей из Африки и Азии и начал серию концертов уорлд-мьюзик. Термин стал общепринятым в 1980-х годах как маркетинговый/классификационный прием в СМИ и музыкальной индустрии. Существует несколько противоречивых определений уорлд-мьюзик. Одно из них заключается в том, что она состоит из «вся музыка в мире», хотя такое широкое определение делает термин фактически бессмысленным.

## Формы
Примерами популярных форм уорлд-мьюзик являются различные формы неевропейской классической музыки (например, китайская музыка гучжэн, индийская музыка рага, тибетские песнопения), восточноевропейская народная музыка (например, деревенская музыка Балкан, Мистерия болгарских голосов), скандинавская народная музыка, латиноамериканская музыка, индонезийская музыка и многочисленные формы народной и племенной музыки Ближнего Востока, Африки, Азии, Океании, Центральной и Южной Америки.
Широкая категория уорлд-мьюзик включает в себя изолированные формы этнической музыки из различных географических регионов. Эти непохожие друг на друга течения этнической музыки обычно классифицируются вместе в силу их народного происхождения. В течение 20-го века изобретение звукозаписи, недорогие международные авиаперелеты и общий доступ к глобальной коммуникации между артистами и широкой публикой привели к появлению связанного явления, называемого «кроссоверной» музыкой. Музыканты из разных культур и мест могли легко получить доступ к записанной музыке со всего мира, увидеть и услышать приезжих музыкантов из других культур и посетить другие страны, чтобы сыграть свою собственную музыку, создавая плавильный котел стилистических влияний. В то время как коммуникационные технологии обеспечивают больший доступ к малоизвестным формам музыки, давление коммерциализации также представляет риск увеличения музыкальной однородности, размывания региональной идентичности и постепенного исчезновения традиционных местных практик создания музыки.

## Гибриды с западной музыкой
В попытке донести уорлд-мьюзик до более широкой аудитории, она неизбежно смешивается с западной популярной музыкой, образовывая при этом различные гибриды, как, например, уорлд-фьюжн, глобал-джаз, уорлдбит и этник-фьюжн. Джазовые музыканты, такие как Тони Скотт и Дон Черри, были одними из первых, кто синтезировал уорлд-мьюзик с западными формами, а композиторы-минималисты, такие как Терри Райли и Филип Гласс, иногда обращались к не-западным масштабам и структурам.

### Глобал-джаз
Смесь уорлд-мьюзик с джазом имеет три различных вариации. Первая включает в себя джазовые импровизации (например, латинский джаз); часто только сольные партии являются импровизированным джазом. Аккомпанемент и композиции по сути такие же, как в этнической музыке. Вторая вариация представляет собой джаз, который включает ограниченные аспекты определённой не-западной музыки (например, часть музыки Sun Ra с 1950-х по 1990-е годы, в которую включены африканские ритмы; и некоторые записи Юсефа Латифа, в которых представлены традиционные исламские инструменты и методы). Последняя вариация состоит из новых музыкальных стилей, которые являются результатом отчетливо оригинальных способов объединения джазовой импровизации с новаторскими идеями — и инструментами, гармониями, композиционными практиками и ритмами существующей этнической традиции (например, часть музыки Джона Маклафлина 1970-х и 1990-х годов, которая в значительной степени опиралась на традиции Индии; часть музыки Дона Эллиса 1970-х годов, которая опиралась на музыку Индии и Болгарии; и работа Энди Наррелла в 1990-х годах, которая смешивает музыку и инструменты Тринидада с джазовыми импровизациями и стилями фанка).

### Уорлд-фьюжн
Поджанр уорлд-фьюжн часто ошибочно считается относящимся исключительно к смешению элементов западного джаз-фьюжна с уорлд-мьюзик. Хотя такое гибридное выражение легко попадает в категорию уорлд-фьюжн, «фьюжн» в этом термине не следует считать означающим джаз-фьюжн. Западный джаз в сочетании с сильными элементами уорлд-мьюзик точнее называть глобал-джаз, этно-джаз или не-западный джаз. Уорлд-фьюжн и глобал-фьюжн почти синонимичны термину уорлдбит, и хотя они считаются поджанрами популярной музыки, они также могут подразумевать универсальные выражения более общего термина уорлд-мьюзик. В 1970-х и 1980-х годах фьюжн в жанре джазовой музыки подразумевал смешение джаза и рок-музыки, что и является причиной этого ошибочного предположения.
Термин уорлд-фьюжн употребляется также в значении смешения различных этнических традиций. Хорошими примерами являются ирландско-западноафриканский сплав Afro Celt Sound System, панкультурное звучание AO Music, Delhi 2 Dublin, Tin Hat и Transglobal Underground.

### Уорлдбит
Уорлдбит появился в середине 1980-х, когда такие рок-исполнители, как Питер Гэбриел, Пол Саймон, Микки Харт и Дэвид Бирн, начали включать этнические звуки в свои записи и с энтузиазмом добивались громких коллабораций с исполнителями уорлд-мьюзик. Хорошими примерами являются лауреаты Грэмми, как, например, альбом Graceland (1986) Пола Саймона, на котором звучит южноафриканская музыка мбаканга или Passion (1989) Питера Гэбриэла, в записи которого принял участие и получил известность пакистанский суфийский певец Нусрат Фатех Али Хан. Большинство исполнителей уорлдбит, которые достигли определённой популярности на Западе, были выходцами из Африки: Мори Канте, Салиф Кейта и Йуссу Н’Дур.

### Этник-фьюжн
Этник-фьюжн, как правило, коренится в звуках и философии музыки нью-эйдж, стремясь включить традиционную этническую народную музыку в современную электронную музыку. Джон Хассел помог создать стиль в конце 1970-х и начале 1980-х годов своими сольными работами и сотрудничеством с первопроходцем эмбиента Брайаном Ино. К прочим примерам относятся Clannad (кельтский фолк), Оттмар Либерт (фламенко), Китаро (японские народные мелодии) и Карлос Накаи (музыка коренных американцев на флейте). В начале 1990-х годов такие исполнители этник-фьюжна, как Enigma, Dead Can Dance и Deep Forest, нашли более широкую аудиторию, введя в микс танцевальные биты, готовые для клубов, которые могли включать в себя все, что угодно, от средневековой европейской музыки до семплированных полевых записей африканских пигмеев.

## История

### Предшественники
Милли Смолл выпустила «My Boy Lollipop» в 1964 году. Версия Смолл стала хитом, достигнув 2-го места как в UK Singles Chart, так и в американском Billboard Hot 100. В 1960-х годах Мириам Макеба и Хью Масекела имели популярные хиты в США. В 1969 году индийский музыкант Рави Шанкар играл на ситаре на фестивале в Вудстоке.
В 1970-х фанк-трек «Soul Makossa» (1972) Ману Дибанго стал хитом, а Osibisa выпустила «Sunshine Day» (1976). Фела Кути создал афробит, а Феми Кути, Сеун Кути и Тони Аллен следовали фанк-музыке Фелы Кути. Музыканты сальсы, такие как Хосе Альберто «Эль Канарио», Рэй Сепульведа, Джонни Пачеко, Фания Олл-Старс, Рэй Барретто, Рубен Блейдс, Хильберто Санта Роза, Роберто Роэна, Бобби Валентин, Эдди Палмьери, Эктор Лаво и Вилли Колон, разработали латиноамериканскую музыку.
Бретонский музыкант Алан Стивелл стал первопроходцем связи между традиционной народной музыкой, современной рок-музыкой и уорлд-мьюзик в своем альбоме Renaissance of the Celtic Harp 1972 года. Примерно в то же время современник Стивелла, валлийский певец и автор песен Майк Стивенс популяризировал валлийскую народную музыку. Неотрадиционная валлийская музыка, представляющая собой слияние современных и традиционных инструментов, таких как пибгорн и валлийская арфа, была далее развита исполнителем Bob Delyn a'r Ebillion. Ливанский музыкальный первопроходец Лидия Канаан соединила ближневосточные четвертные ноты и микротоны с англоязычным фолком и указана в каталоге Зала славы рок-н-ролла как первая рок-звезда Ближнего Востока.

### Появление
Зарождение уорлд-мьюзик можно отнести к 1982—1983 годам, когда британские и американские промоутеры, звукозаписывающие компании, дистрибьюторы и магазины, а также некоторые журналисты и вещатели начали продвигать музыку из других стран, особенно Африканскую музыку, которая некоторое время была практически синонимом уорлд-мьюзик. Самым ярким примером растущего интереса к африканской музыке стал успех нигерийского джуджу-исполнителя King Sunny Adé, чьи первые два альбома, выпущенные на международном уровне для Island Records, были проданы тиражом более 100 000 копий каждый в Соединённых Штатах в 1983—1984 годах.
Независимый лейбл Celluloid продал более 300 000 альбомов сенегальской группы Touré Kunda и выпустил новаторский альбом Immigrés (1984) сенегальского певца Йуссу Н’Дура в стиле мбалакс. Barclay Records имел долгую историю создания коммерческих поп-пластинок с артистами из Африки и Французских Антильских островов и продал более миллиона синглов в Европе таких музыкантов, как Мори Канте из Гвинеи («Yé ké yé ké» (1987)) и Халеда из Алжира («Didi» (1992) и «Aisha» (1996)).

### Расцвет
Несколько американских лейблов, в частности Rounder, Rykodisc и Shanachie, начали или расширили свой репертуар в этот период, когда три известных американских рок-исполнителя — Пол Саймон, Дэвид Бирн и Рай Кудер — сыграли важную роль в расширении рынка уорлд-мьюзик. После успеха Graceland (1986) Пола Саймона магазины стали охотнее продавать уорлд-мьюзик, включая исикатамия-группу Ladysmith Black Mambazo и мбаканга-группу Mahlathini and the Mahotella Queens.
Дэвид Бирн, бывший участник Talking Heads, нанял латиноамериканских музыкантов для записи своих сольных альбомов и запустил свой лейбл Luaka Bop с серией хорошо продуманных сборников музыки из Бразилии, Кубы, Кабо-Верде и Перу. Слайд-гитарист Рай Кудер возобновил свою карьеру звукорежиссёра в 1990-х годах, сотрудничая с индийским музыкантом Vishwa Mohan Bhatt, малийским гитаристом Али Фаркой Туре и группой ветеранов кубинских музыкантов в Гаване, которые вместе назывались Buena Vista Social Club.
Признание уорлд-мьюзик пришло в 1990 году, когда влиятельный американский журнал Billboard представил соответствующий чарт. Год спустя Национальная академия звукозаписывающих искусств и наук добавила уорлд-мьюзик в свою премию Грэмми. Среди артистов, которые больше всего выиграли от этого, были Gipsy Kings, французская поп-фламенко-группа, которая подслащивала сильный вокал бренчащими гитарами, запоминающимися песнями и нео-диско-битом; лавина ирландских артистов, многие из которых использовали слово Celtic в названиях своих альбомов, среди которых были победители Грэмми 1997 года The Chieftains; Сезария Эвора, певица ночных клубов с дымчатым голосом из Кабо-Верде; и несколько «этнотехно» проектов, включая Enigma (из Германии) и Deep Forest (победители Грэмми 1995 года из Франции), которые объединили так называемые этнические семплы с электронной музыкой.